# 이한주 (정치인)
이한주(李韓柱, 1956년 11월 27일~)은 대한민국의 경제학자·사회과학 교수 출신 정치인이다. 당적은 더불어민주당 소속이며, 민주연구원 원장, 이재명 정부 국정기획위원회 위원장을 역임하고 있다.

## 학력
- 경복고등학교 졸업
- 서울대학교 자연과학대학 생물학 학사
- 서울대학교 대학원 경제학 석사
- 서울대학교 대학원 경제학 박사

## 경력
- 경원대학교 경제학과 교수
- 가천대학교 사회과학대학 글로벌경제학과 교수
- 가천대학교 특임부총장
- 가천대학교 경상대학장
- 가천대학교 경영대학원장
- 문재인 정부 국정기획자문위원회 경제1분과 위원장
- 문재인 정부 대통령직속 정책기획위원회 국민성장분과위원장
- 제13대 경기연구원 원장
- 제20대 대통령 선거 더불어민주당 이재명 대통령 경선 후보 열린캠프 정책위원장
- 가천대학교 경제학과 석좌교수
- 2024.04~: 제11대 민주연구원 원장
- 2025.06~2025.08: 이재명 정부 국정기획위원회 위원장